# Sântana
Sântana est une ville du județ d'Arad, en Roumanie.

## Démographie
Lors du recensement de 2011, 79,79 % de la population se déclarent roumains, 8,38 % comme roms, 3,91 % comme allemands et 1,94 % comme hongrois (0,2 % déclarent une autre appartenance ethnique et 6,76 % ne déclarent pas d'appartenance ethnique).

## Politique
| Parti | Parti                                               | Sièges |
| ----- | --------------------------------------------------- | ------ |
|       | Parti national libéral (PNL)                        | 12     |
|       | Parti social-démocrate (PSD)                        | 4      |
|       | Forum démocratique des Allemands de Roumanie (FDGR) | 1      |